# 6539 Nohavica
6539 Nohavica eller 1982 QG är en asteroid i huvudbältet som upptäcktes den 19 augusti 1982 av den tjeckiske astronomen Zdeňka Vávrová vid Kleť-observatoriet. Den är uppkallad efter den tjeckiske artiskten och poeten Jaromír Nohavica.
Asteroiden har en diameter på ungefär 8 kilometer.